# Hugo de Besmedin
Hugo de Gibelet o Hugo de Besmedin (en francés: Hugues; fallecido después de 1220) fue el señor de Besmedin, en el Condado de Trípoli, así como regente del Reino de Chipre.

## Biografía
Era el hijo de Guillermo Embriaco y su esposa Fadie de Hierges. Por el lado paterno fue nieto de Guillermo II Embriaco, señor de Gibelet.
Consiguió la investidura del Señorío de Besmedin, a unos 10 kilómetros al sur de Trípoli.
Cuando el emperador Federico II Hohenstaufen desembarcó en Chipre en su cruzada en julio de 1228, reemplazó al regente local Juan de Ibelin, y nombró a cinco miembros como consejo de regencia, estos fueron Amalarico Barlais, Amalarico de Bethsan, Gavin de Chenichy, y Guillermo de Rivet y también pertenecía Hugo de Gibelet. Después del regreso del emperador a Italia en junio de 1229, la mayoría de los barones de Ultramar se levantaron contra el gobierno imperial y dirigidos por Juan de Ibelin restablecieron nuevamente la regencia local.
Se casó con Inés de Ham, hija de Gerardo de Ham, condestable del Condado de Trípoli. Con ella tuvo los siguientes hijos:
- Raimundo (fallecido después de 1253), señor de Besmedin, senescal del Reino de Jerusalén. Se casó primero con Margarita, hija de Pedro, señor de Scandeleon, después con Alix de Soudin.[3]
- Guillermo (fallecido antes de 1243), se casó con Ana de Montignac.
- Adán (fallecido alrededor de 1198), señor de Adelon.
- Inés, se casó con Teodorico de Termonde (fallecido en 1206), señor de Adelon.